# برينت وودز
برينت وودز (بالإنجليزية: Brent Woods)‏ هو جندي أمريكي، ولد في 1855 في مقاطعة بولاسكي في الولايات المتحدة، وتوفي في 31 مارس 1906 في سومرست في الولايات المتحدة.